# Andrea Rica Taboada
Andrea Rica Taboada (Vigo, 7 de diciembre de 1984) es una deportista española que compitió en taekwondo. Ganó dos medallas de bronce en el Campeonato Mundial de Taekwondo en los años 2007 y 2009, y dos medallas de bronce en el Campeonato Europeo de Taekwondo en los años 2006 y 2012.

## Palmarés internacional
| Campeonato Mundial | Campeonato Mundial       | Campeonato Mundial | Campeonato Mundial |
| Año                | Lugar                    | Medalla            | Categoría          |
| ------------------ | ------------------------ | ------------------ | ------------------ |
| 2007               | Pekín (China)            | Medalla de bronce  | –55 kg             |
| 2009               | Copenhague (Dinamarca)   | Medalla de bronce  | –57 kg             |
| Campeonato Europeo |                          |                    |                    |
| Año                | Lugar                    | Medalla            | Categoría          |
| 2006               | Bonn (Alemania)          | Medalla de bronce  | –55 kg             |
| 2012               | Mánchester (Reino Unido) | Medalla de bronce  | –57 kg             |